# Ioánnis Logothétis
Ioánnis Logothétis (grec moderne : Ιωάννης Λογοθέτης) né vers le milieu du XVIIIe siècle à Livadiá et mort en 1826 était un homme politique grec qui participa à la guerre d'indépendance grecque.
Il fut membre de la Filikí Etería. Il participa à l'Assemblée nationale d'Épidaure en 1822, à l'Assemblée nationale d'Astros l'année suivante puis à la troisième Assemblée nationale grecque (dans sa phase à Épidaure). Il dirigea la Grèce insurgée en étant membre de l'Exécutif grec de 1822.
Il dirigea l'éparchie d'Égine à partir de 1824.

## Sources
- (el) Parlement grec, Μητρώο Πληρεξουσίων, Γερουσαστών και Βουλευτών. 1822-1935, Athènes, Parlement grec,‎ 1986, 159 p. (lire en ligne) [PDF]